# John Knight
John Knight   (segle XVII - Labrador, 26 de juny de 1606) a ser un explorador britànic de Groenlàndia i el Labrador. És conegut per participar en dues expedicions: una exploració danesa a la costa de Groenlàndia i una altra a la recerca del pas del Nord-oest, durant la qual va desapéixer.

## Groenlàndia
El 1605 Knight va participar en una expedició danesa a Groenlàndia dirigida per John Cunningham, amb James Hall com a pilot. Knight va capitanejar el pinacle Katten. Van salpar de Copenhaguen el 2 de maig de 1605. El 30 de maig, a 59° 50' de latitud nord van albirar terres, que van anomenar Cap Christian, però el gel els va impedir arribar. El 12 de juny van albirar terres a la costa oest de Groenlàndia i van batejar el cap Anna en honor d'Anna de Dinamarca, esposa de Jaume I d'Anglaterra, el cap Sophia en honor de la seva mare, el fiord del rei Christian, i el fiord de Cunningham. Algunes petites illes situades al cap Sophia foren amonedades Illes Knight. Aparentment, aquest és el límit de la seva expedició, de la qual s'han conservat pocs detalls. Van tornar a Copenhaguen a l'agost.

## Labrador
A Anglaterra, l'any següent, va participar en una empresa conjunta de la Companyia de Moscòvia i de les Índies Orientals per descobrir el pas del nord-oest. A bord del Hopewell, de quaranta tones, va salpar de Gravesend, Kent, el 18 d'abril de 1606. El 12 de maig va sortir de les Illes Orcades i poc després entraren en un gran camp de gel. El 19 de juny arribaren a la costa de Labrador, per sobre els 57° de latitud nord. Knight pretenia explorar la costa durant l'estiu i hivernar a terra.
El gel els va ocasionar molts entrebancs. Després d'empènyer el vaixell durant un parell de dies, el Hopewell acabà embarrancant. Els dies 23 i 24 de juny, probablement a prop de Nain, una forta tempesta provocà enormes danys al vaixell, perdent el timó i fent molta aigua. El 26 de juny Knight i dos homes més marxaren a la recerca d'una badia més protegida per poder reparar-hi el vaixell. Mai més tornaren a ser vistos amb vida. Pocs dies després els membres supervivents de la tripulació foren atacats per una tribu d'indis, però van poder expulsar-los. Després que la tripulació hagués fet reparacions improvisades al vaixell, iniciaren el viatge de tornada, arribant a Dartmouth el 24 de setembre.